# اورینت اکسپرس (فیلم ۱۹۵۴)
اورینت اکسپرس (ایتالیایی: Orient Express) یک فیلم درام ایتالیایی به کارگردانی کارلو لودوویکو براگالیا است که در سال ۱۹۵۴ منتشر شد.

## بازیگران
- سیلوانا پامپانینی
- آنری ویدال
- فولکو لولی
- روبر آرنو
- ایوا بارتوک
- کورد یورگنس
- الگا سولبلی
- جما بولونیسی
- آرتورو براگالیا
- آنیتا دورانته
- ایوو گارانی
- ساندرو روفینی
- لیلیانا د کورتیس